# Basilio Lami Dozo
Pour les articles homonymes, voir Lami et Dozo.
Le brigadier général Basilio Arturo Ignacio Lami Dozo (né le 1er février 1929 à Santiago del Estero, et mort le 1er février 2017, jour de ses 88 ans), est un militaire de l'aviation argentine.
Il participe à la dictature argentine (1976-1983) et fait partie, avec Leopoldo Galtieri et Jorge Isaac Anaya, de la Troisième junte qui gouverne l'Argentine de 1981 à 1982.
Durant le Procès des Juntes en 1985, il est accusé, et acquitté, d'actes de torture, de fausses déclarations et d'enlèvements.
En 1989, il est condamné à une peine d'emprisonnement de huit ans pour des crimes commis pendant la Guerre des Malouines de 1982, pendant laquelle il était commandant-en-chef de l'Aviation argentine. Il est cependant gracié en 1990 par le président Carlos Menem et recouvre son rang au sein de l'armée.
En 2003, la justice espagnole réclame l'extradition de Dozo pour être jugé en Espagne de crimes contre l'humanité commis pendant la dictature. Le gouvernement espagnol de José María Aznar considère d'abord l'extradition comme inadmissible mais en 2005 le Tribunal suprême espagnol inverse la décision et appelle à l'extradition.